# Simatic

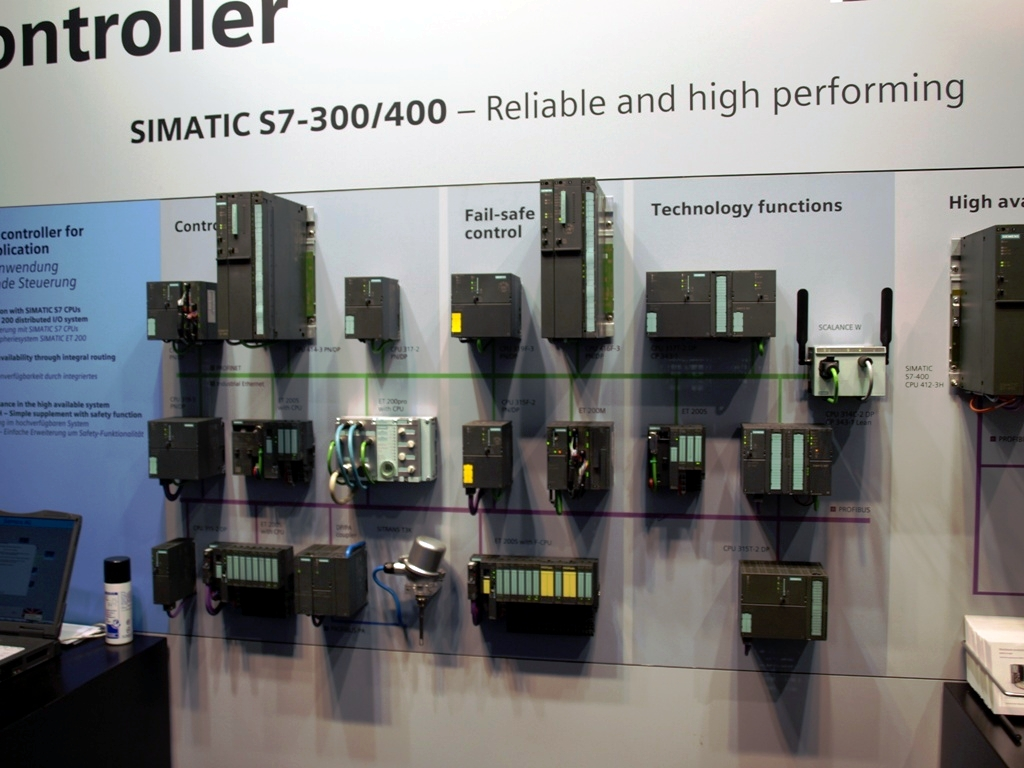
Vedere generală componente: SIMATIC S7

Simatic este o serie de produse de automatizare și de automate programabile (PLC) dezvoltate de firma Siemens utilizate în controlul instalațiilor și în sistemele de fabricație.

## Istoric

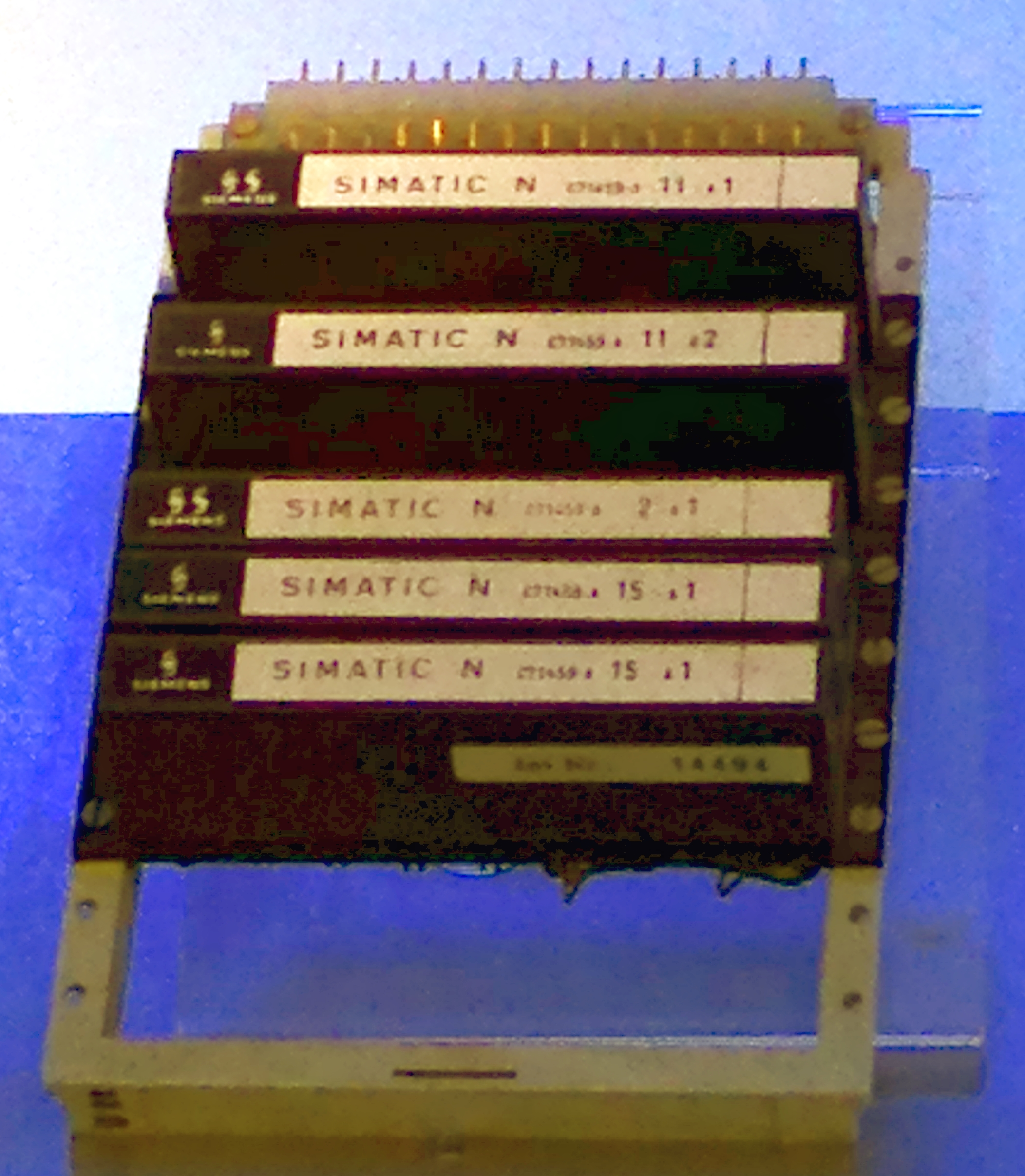
Siemens Simatic N

Pe 2 Aprilie 1958 numele Simatic (provenit din "Siemens" și "Automatic") a fost înregistrat la Oficiul German de Brevete și Mărci (DIN) ca marcă înregistrată a companiei Siemens.
Un an mai târziu, în 1959 a fost lansat pe piață Simatic G, un sistem ce putea înlocui logica cu relee cu o logică fixă (engl. "hard-wired programmed logic controller"), bazată pe utilizarea tranzistorilor cu Germaniu). Sistemul a fost lansat sub numele "Building-Block System for Solid-State Controls".
În 1964 a fost lansat Simatic N (1964) (logică fixă - engl. "hard-wired programmed logic controller" - bazată pe tranzistori cu Siliciu.
În 1973 a fost lansat Simatic S3, primul sistem Simatic bazat pe microprocesor ce implementează o logică programabilă.
În 1979 a fost lansată seria Simatic S5, serie ce a fost menținută până în anul 2000. Sisteme de automatizare bazate pe Simatic S5 sunt încă funcționale atât la nivel mondial cât și în instalații industriale din România.
Programarea sistemelor S5 se efectua cu ajutorul sistemului software STEP 5. În 1984 este introdusă seria de automate programabile Simatic S5 U (universal).
În 1994 a fost lansată seria Simatic S7, serie bazată în principal pe automatele S7-200 (dedicat sistemelor de automatizare simple), S7-300 (potrivit pentru aproape orice sistem de automatizare) și S7-400 (dedicat proiectelor de automatizare mari și foarte mari).
Toate automatele din aceste serii permit conectarea în rețea, în special în rețele Profibus⁠(en)[traduceți] sau Industrial Ethernet⁠(en)[traduceți].

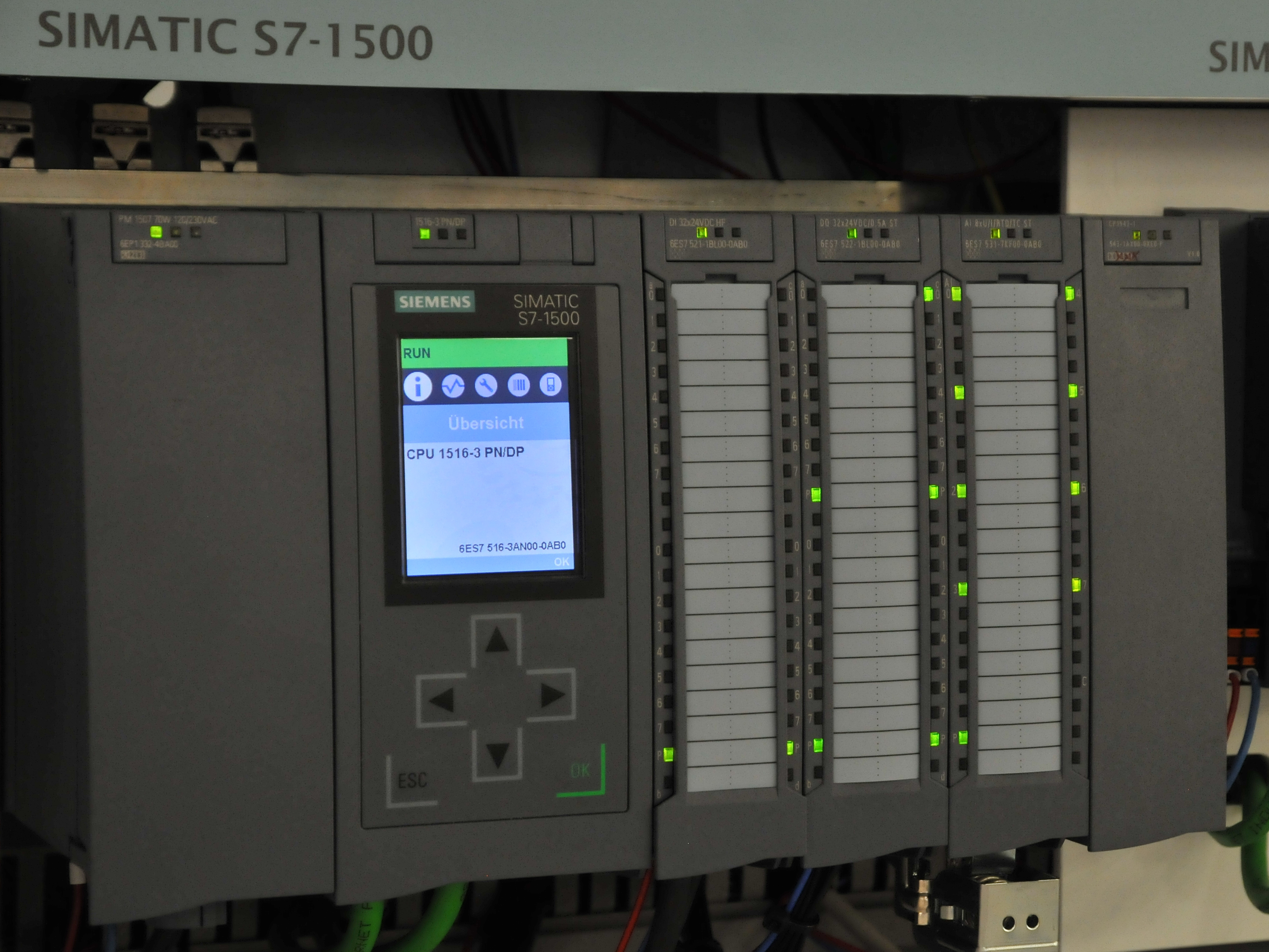
Siemens Simatic S7-1500

În 1996 Siemens prezintă conceptul "Totally Integrated Automation", inițial un concept referitor la interconectivitatea echipamentelor de automatizare.
În 2009 este lansată seria de automate S7-1200, serie ce vine să înlocuiască seria S7-200.
În 2011 este lansat și pachetul software TIA Portal (Totally Integrated Automation Portal), o platformă software dedicată programării complexe a sistemelor de automatizare.
În 2013 apare pe piață și seria S7-1500, o nouă generație de automate programabile menită să înlocuiască în timp seriile S7-300 și S7-400.

## Sisteme de Control
Sistemele de control SIMATIC (PLC) au rolul de a automatiza o cât mai mare parte din controlul instalațiilor industriale. Prin intermediul intrărilor și ieșirilor din sistem, acesta poate monitoriza și controla elemente ale procesului (flux de operații, starea elementelor mecanice, temperatură, presiune) reducând nevoia de supraveghere continuă din partea unui operator uman.
Logica de funcționare este stocată sub forma unui program software în memoria unui sistem de control de tip Unitate Centrală de Procesare. Sistemul de automatizare este modular și, pe lângă CPU, poate fi echipat cu diverse module periferice digitale și/sau analogice, precum și cu module de control inteligente. Modulele pot fi configurate central (montate în imediata apropiere a unității CPU) sau descentralizat, aproape de instalația controlată. Gama de controlere se extinde de la automate mici, compacte la sisteme PLC de înaltă performanță. Ceea ce au în comun toate controlerele Simatic este robustețea lor împotriva interferențelor electromagnetice (de ex. Simatic-S7 respectă cerințelor Directivei 2014/30/UE privind compatibilitatea electromagnetică și a stresului climatic - de exemplu, de la 0 la + 60 °C temperatura ambiantă în timpul funcționării).
Simatic este programat folosind software de programare STEP 7 (fost STEP 5) sau software de la producători terți.

### Simatic S3
(începând cu 1973)
Simatic S3, bazat pe sistemul de automatizare cu logică fixă Simatic C3.
- Simatic S3-111

### Simatic S5

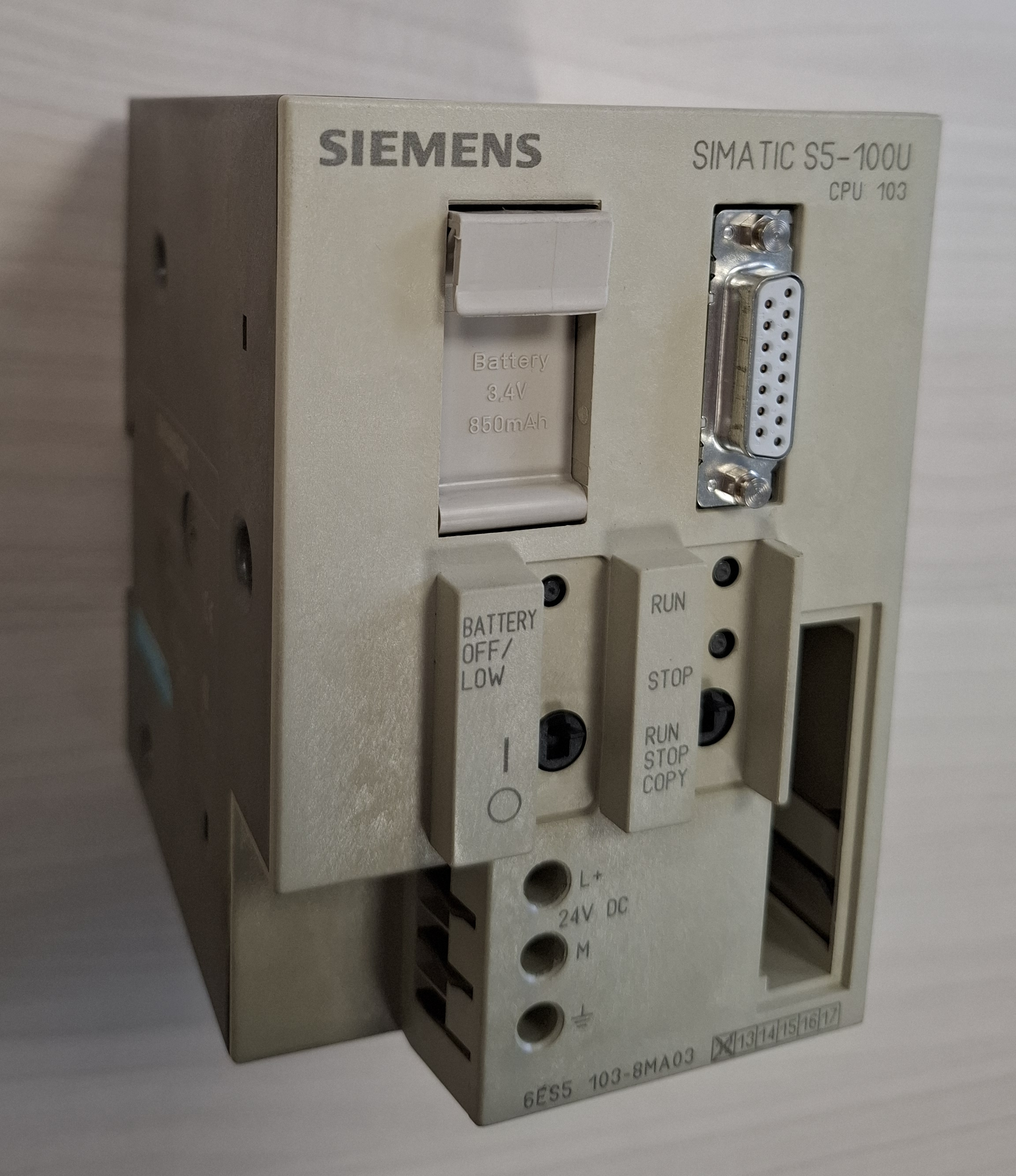
Simatic S5-100U CPU103, unitate centrala PLC

(1979 - 2000)

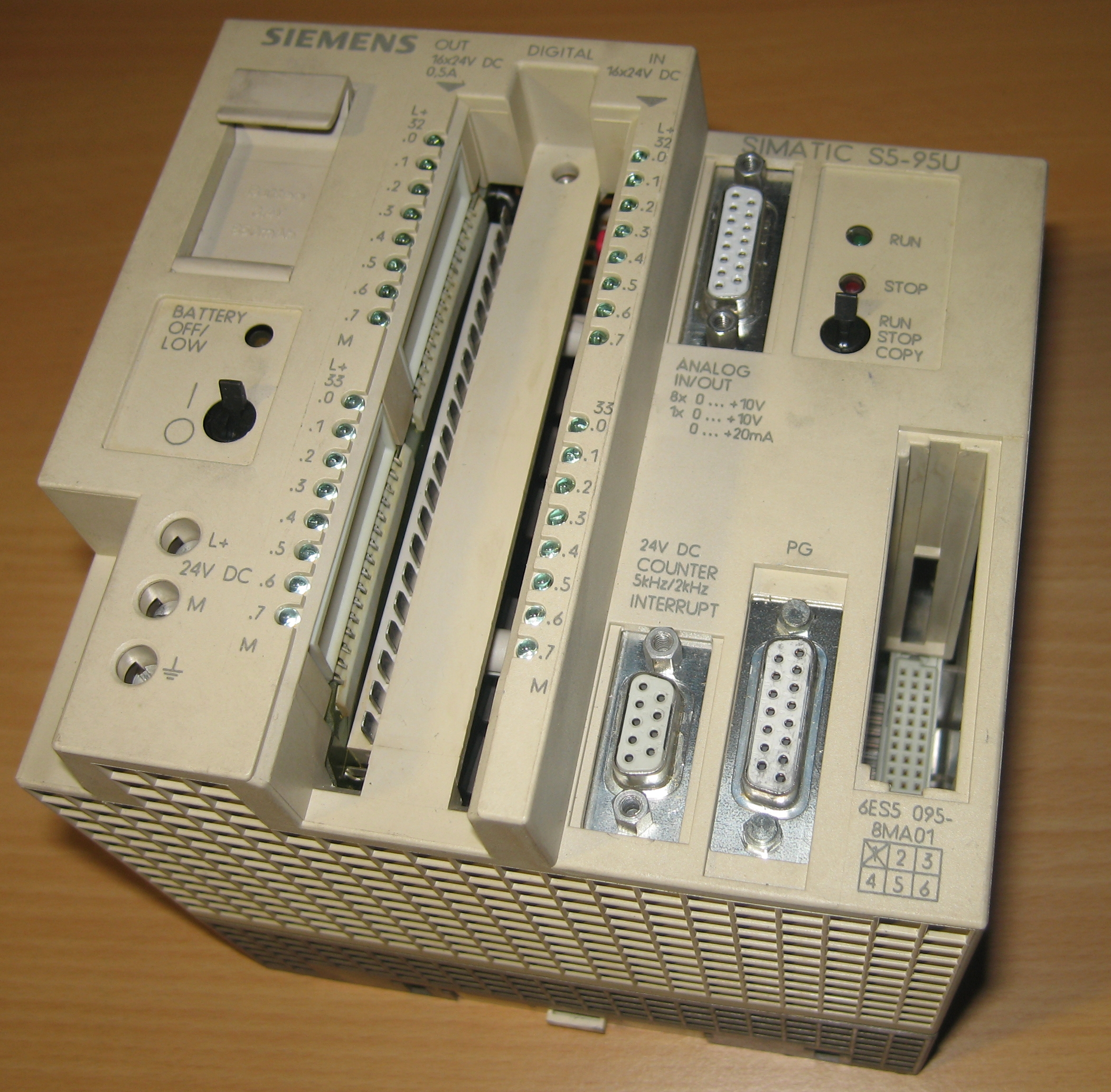
Siemens S5-95U-CPU

Simatic S5 a fost disponibil în diverse configurații, pentru fiecare configurație fiind disponibile diverse unități CPU cu diverse viteze de procesare, capacități de memorie și capabilități. Unele sisteme ofereau variante "failsafe" pentru aplicații de securitate sau operare redundantă pentru a crește fiabilitatea sistemului.
Fiecare configurație era construită pornind de la unitatea centrală la care erau atașate diversele module de intrări și ieșiri, comunicație sau module pentru funcții speciale. Variantele compacte erau configurate prin cuplarea directă a modulelor pe șina de susținere, variantele complexe erau configurate prin montarea de plăci modulare într-un sertar dedicat.
- Simatic S5-010 – Sistem PLC modular
  - Simatic S5-010K – Variantă pentru mașini de injecție (Kunststoffspritz).
  - Simatic S5-010W – Variantă pentru mașini unelte (Werkzeugmaschinen) sau sisteme de poziționare.

- Simatic S5-90U – Unități de control compacte
  - Exemplu: 6ES5090-8MA0x / S5-90 / 4 kByte RAM / Alimentare 230-V-C.A. integrată, 10 intrări binare, 6 ieșiri pe relee direct pe CPU

- Simatic S5-95[4] – Unități de control compacte
  - Simatic S5-95F – Variantă ”failsafe” - funcții de securitate integrate
  - Simatic S5-95U[5] – Variantă universală

- Simatic S5-100U[6] – Unitate modulară

- Simatic S5-101 – Unitate compactă
  - Simatic S5-101R[7] – Programare doar în limbaj LAD
  - Simatic S5-101U[8] – Programare în AWL/STL, LAD și CSF/FBD; Extindere posibilă cu modul de extensie

- Simatic S5-105R – Sistem modular în sertar de 19 inch. Programare doar in LAD ("R" vine de la Releu - programare in LAD = schemă cu relee)

- Simatic S5-110 – Sistem modular
  - Simatic S5-110A – Modular
  - Simatic S5-110F[9] – Variantă ”failsafe” - funcții de securitate integrte
  - Simatic S5-110S – Modular, montare în sertar cu magistrală de periferie externă

- Simatic S5-115 – Sistem modular, unitate centrală fără ventilator, (ventilatoare pentru anumite tipuri de sertare), capacități de memorie diferite în funcție de versiune, memorie extensibilă cu module plug-in
  - Simatic S5-115F – Variantă ”failsafe” - funcții de securitate integrate
  - Simatic S5-115H – Variantă cu redundanță (”High Availability”)
  - Simatic S5-115U[10] – Variantă universală

- Simatic S5-130 – Sistem modular de clasă medie (referitor la performanțe)
  - Simatic S5-130A – Variantă de construcție robustă (module capsulate)
  - Simatic S5-130K – Variantă în construcție compactă (plăci tip cartelă în sertar)
  - Simatic S5-130W – Variantă cu plăci tip cartelă în sertar pentru automatizarea proceselor industriale

- Simatic S5-135U – Sistem modular de clasă medie (referitor la performanțe). Primul sistem Simatic ce permite configurații multiprocesor (până la 4 unități centrale în paralel). Fiecare unitate centrală are propriul program PLC, propriile zone de memorii, contorizări și temporizări. Comunicația dintre procesoare se poate realiza prin zonă comună de memorie (Dual-Port-RAM) sau prin blocuri de date (blocuri DB).
  - Ex.: 6ES5 920-3UA1x, 6ES5 921-3UA1x, 6ES5 922-3UA1x, 6ES5 928-3UA1x, 6ES5 928-3UA2x, 6ES5 928-3UB1x, 6ES5 928-3UB2x, ...

- Simatic S5-150 – Sistem modular, cu sertar ventilat, pentru automatizări complexe sau sisteme de coordonare centrale, introdus pe piață în 1980.
  - Simatic S5-150A – Variantă de construcție robustă (module capsulate)
  - Simatic S5-150K – Variantă în construcție compactă (plăci tip cartelă în sertar)
  - Simatic S5-150S – Variantă în construcție tip sertar (plăci tip cartelă în sertar)
  - Simatic S5-150U – Variantă în construcție tip sertar (plăci tip cartelă în sertar)
  - Ex.: 6ES5 924..., 6ES5 925..., 6ES5 926..., 6ES5 927...

- Simatic S5-155 – Sistem modular, cu sertar ventilat, pentru automatizări complexe, permite configurații mono- sau multi-procesor.
  - Simatic S5-155H – Variantă cu redundanță (”High Availability”)
  - Simatic S5-155U - Variantă universală
  - Ex.: 6ES5 946..., 6ES5 947..., 6ES5 948...

### Simatic S7 (S7-200, S7-300, S7-400)
(începând cu 1994)
Prima generație Simatic S7 a fost disponibilă în trei clase de performanță: S7-200, S7-300 și S7-400.
 Simatic S7-200 
(scos din fabricație - SIOS, 26 iulie 2017)
O serie de module PLC mici (80 mm x 62 mm), rapide (timp de execuție operații binare de 0,22 µs), cu o interfață integrată de tip RS 485 (PPI Interface = Point to Point Interface).
- pentru aplicații de automatizare de complexitate redusă
- Programabile cu ajutorul soft-ului Step 7 MicroWin (inițial Step 7 MicroDos).
- Deși nu mai sunt comercializate ca atare, unitățile S7-200 mai sunt utilizate încă pentru unitățile PLC integrate în seria de Comenzi Numerice CNC Sinumerik 828D.

 Simatic S7-300  

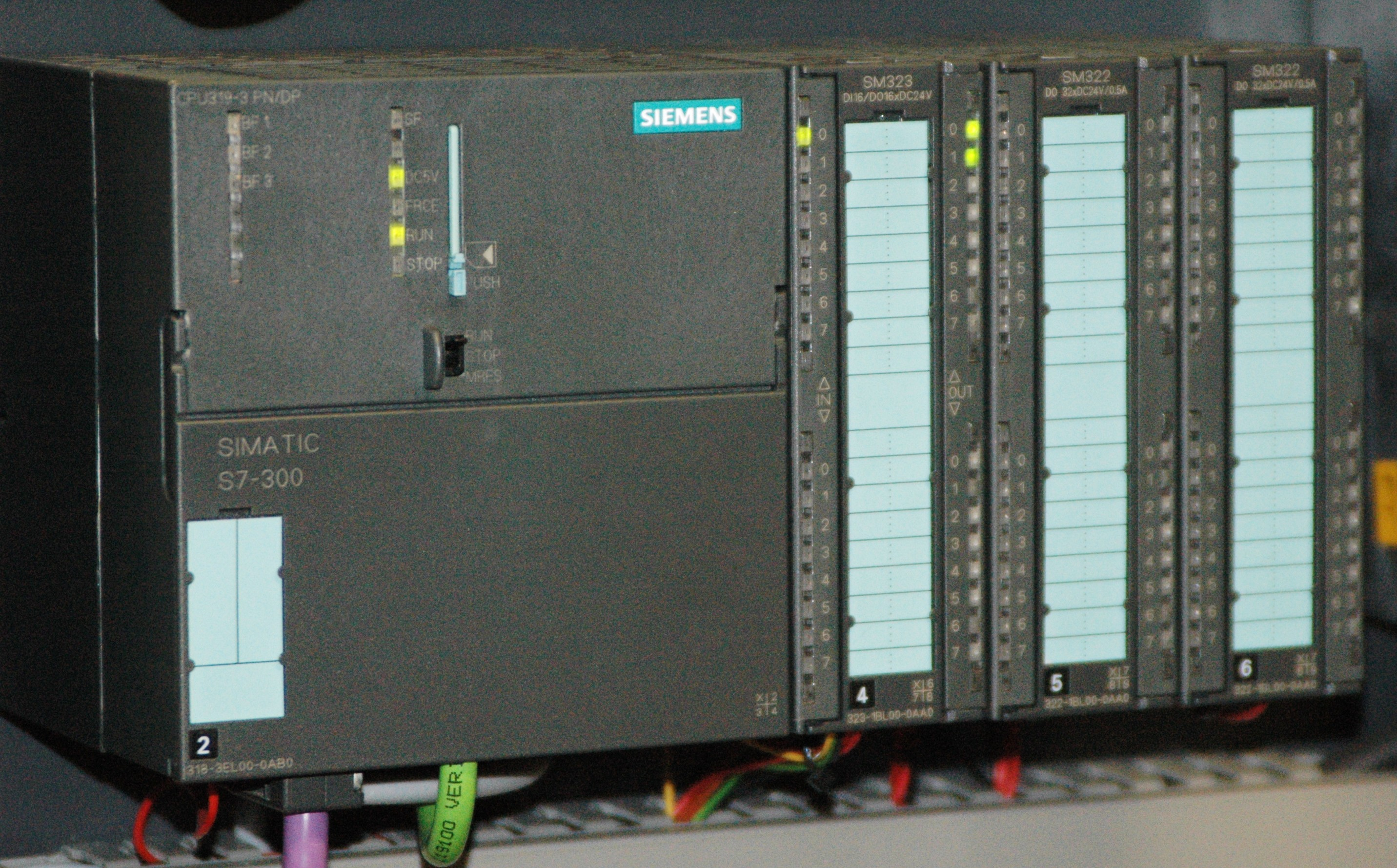
Siemens Simatic S7-300

Sistem PLC modular (dar există și unele unități CPU compacte, cu Intrări/Ieșiri integrate). Comunicarea cu alte dispozitive este posibilă prin interfețele integrate RS 485 (MPI = Multi Point Interface), Profibus, Profinet și Ethernet.
- sistem modular, extindere a numarului de intrări / ieșiri prin adăugare de module
- pentru aplicații de automatizare de complexitate redusă sau medie
- programarea sistemului se face cu ajutorul pachetului soft STEP 7.
- stocarea programului PLC se face pe card MMC inserat în unitatea CPU.

Sistemul se compune din:
- O unitate CPU ce include și funcții de comunicație (MPI, Profibus sau Profinet, funcție de varianta aleasă)
- Module SM pentru conectarea intrărilor și ieșirilor (digitale sau analogice)
- Opțional: module de interfață IM sau procesoare de comunicație SP pentru diverse tipuri de magistrale de comunicație
- Opțional: module funcționale FM precum numărătoare rapide, poziționare (buclă închisă/deschisă), control PID, etc.

Simatic S7-300: Unități de control (extras)
- CPU 312 32 KB memorie de lucru, interfață MPI; mediu de stocare: card MMC
- CPU 314 128 KB memorie de lucru, interfață MPI; mediu de stocare: card MMC
- CPU 315-2DP 256 KB memorie de lucru, interfață MPI, interfață ProfiBus DP master/slave; mediu de stocare: card MMC
- CPU 315-2 PN/DP 384 KB memorie de lucru, intefață duală MPI/PROFIBUS DP master/slave, interfață Ethernet/PROFINET cu switch cu 2 porturi; card MMC
- CPU 317-2 DP 1 MB memorie de lucru, interfață MPI, interfață PROFIBUS DP master/slave; card MMC
- CPU 317-2 PN/DP 1 MB memorie de lucru, interfață duală MPI/PROFIBUS DP master/slave, interfață Ethernet/PROFINET cu switch cu 2 porturi; card MMC
- CPU 319-3 PN/DP 2 MB memorie de lucru, interfață duală MPI/PROFIBUS DP master/slave, interfață PROFIBUS DP master/slave, interfață Ethernet/PROFINET cu switch cu 2 porturi; card MMC

Simatic S7-300F
Sistem PLC modular, bazat pe S7-300, cu funcții extinse pentru controlul proceselor în care securitatea funțională ("safety functionality") joacă un rol important.
- sistemul permite atingerea cerințelor funcționale de securitate SIL 1 până la SIL 3 conform  IEC 61508, PL a până la PL e conform EN ISO 13849-1, Cat 1, 2, 3 și 4 conform EN 954-1.
- sistemul implementează funcționalitatea unui sistem S7-300, funcțiile de securitate funcțională extind doar posibilitățile sistemului.
- pentru implementarea funcțiilor de securitate pot fi necesare module speciale de intrări / ieșiri dedicate ("failsafe"), acestea putând fi conectate și împreună cu modulele de intrări / ieșiri obișnuite (utilizare mixtă).
- programarea sistemului se face cu ajutorul pachetului soft STEP 7, pentru funcțiile de securitate fiind necesar pachetul de extensie STEP 7 Distributed Safety.

Simatic S7-300 SIPLUS
Sistem PLC modular, bazat pe S7-300, pentru utilizare în condiții de mediu defavorabile (-25 ... 60 °C, umiditate ridicată, îngheț, etc).
 Simatic S7-400   

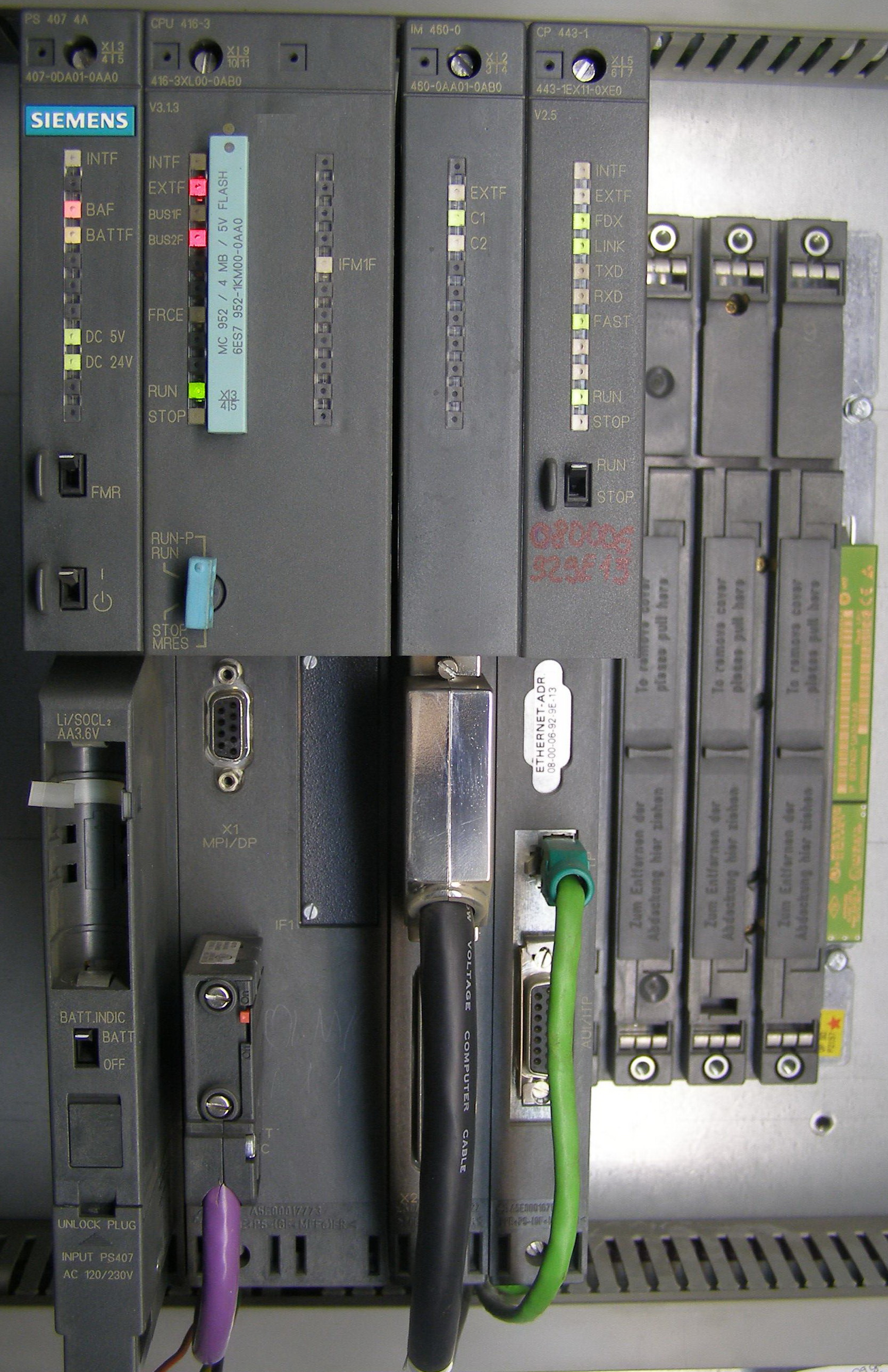
Siemens Simatic S7-400, de la stânga la dreapta: unitate de alimentare PS, unitate CPU 416-3, modul de interfață IM 460-0 și procesor de comunicare CP 443-1.

Sistem PLC modular, cu montaj în sertar dedicat. Comunicarea cu alte dispozitive este posibilă prin interfețele integrate RS 485 (MPI = Multi Point Interface), Profibus, Profinet și Ethernet.
- sistem modular, extindere a numarului de intrări / ieșiri prin adăugare de module în sertar sau periferie distribuită.
- pentru aplicații de automatizare de complexitate medie și ridicată.
- programarea sistemului se face cu ajutorul pachetului soft STEP 7
- stocarea programului PLC se face pe card
- permite utilizarea a mai multe unități CPU într-un singur sistem (multi-procesor) pentru aplicații complexe.

Sistemul se compune din:
- O unitate CPU ce include și funcții de comunicație (MPI, Profibus sau Profinet, funcție de varianta aleasă)
- Module SM pentru conectarea intrărilor și ieșirilor (digitale sau analogice)
- Opțional: module de interfață IM sau procesoare de comunicație SP pentru diverse tipuri de magistrale de comunicație
- Opțional: module funcționale FM precum numărătoare rapide, poziționare (buclă închisă/deschisă), control PID, etc.

S7-400H
Sistem S7-400 redundant, cu două unități centrale și posibilitatea de conectare de module I/O în perechi, pentru disponibilitate extinsă.
S7-400F / S7-400FH
Sistem S7-400 "failsafe", cu funcții de securitate, în variantă mono-canal sau redundant.
S7-400F: mono-canal, un singur set de I/O
S7-400FH: redundant, I/O în pereche, comutabile sau mono-canal, I/O în pereche
 Simatic WinAC-RTX 
SIMATIC WinAC RTX este un sistem de control SIMATIC software, ce poate fi instalat pe un PC industrial. Conectarea modulelor I/O se poate face prin PROFIBUS sau PROFINET utilizând interfața Ethernet sau plăci de extensie PCI.

### Simatic S7 (S7-1200, S7-1500)
(începând cu 2009)
În aprilie 2009, Siemens a inițiat o schimbare de generație în controlerele Simatic S7 prin lansarea, mai întâi, a familiei de controlere S7-1200.

 Simatic S7-1200 
(începând cu 2009)

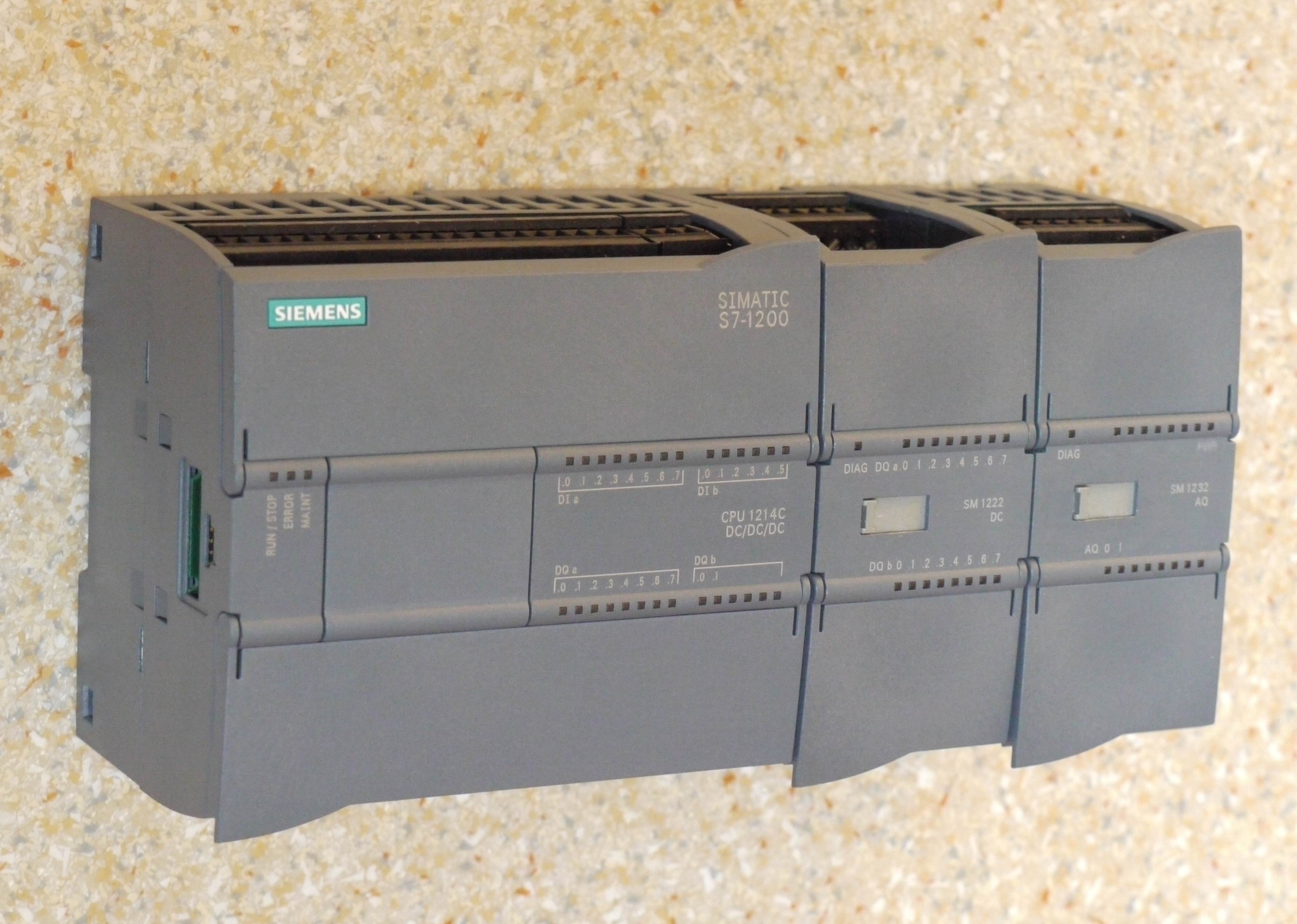
Siemens Simatic S7-1200

S7-1200 este o familie de unități PLC mici (aprox. 100 mm × 75 mm), compacte, destinat soluțiilor de control de complexitate redusă. Are până la 150 kB de memorie de lucru, 2 Mbytes de memorie de program integrată care poate fi extinsă până la 24 Mbytes și un timp execuție pentru instrucțiunile pe biți de aproximativ 0,1 µs. Comunicarea cu alte dispozitive este posibilă prin interfețele integrate Profinet și Ethernet sau prin module de comunicație opționale.
- sistem modular, extindere a numarului de intrări / ieșiri prin adăugare de module
- pentru aplicații de automatizare de complexitate redusă sau medie
- programarea sistemului se face cu ajutorul pachetului soft TIA STEP 7 (Totally Integrated Automation Step 7).
- stocarea programului PLC se face intern, pe EEPROM integrat în modul, sau pe card Simatic Memory Card (SD Card).

Sistemul se compune din:
- O unitate CPU ce include și funcții de comunicație Profinet și un număr de intrări și ieșiri digitale sau analogice.
- Opțional: Module SM pentru extinderea numărului de intrări și ieșiri (digitale sau analogice).
- Opțional: module de comunicație CM pentru diverse tipuri de magistrale de comunicație (RS232, ModBus, GPRS, ...).
- Opțional: Switch de rețea Ethernet cu 4 porturi
- Opțional: Modul de conectare la sistemele de cântărire SIWAREX
- Opțional: Modul "Condition Monitoring" pentru monitorizarea sistemelor de acționări (uzuri rulmenți motoare, etc.)

Simatic S7-1200: Unități de control (extras)
- CPU 1211C DC/DC/DC, AC/DC/relay, DC/DC/relay,  50 KB memorie de lucru, 6I/4Q/2AI, extensibil cu placă de extensie
- CPU 1212C DC/DC/DC, AC/DC/relay, DC/DC/relay,  75 KB memorie de lucru, 8I/6Q/2AI, extensibil cu placă de extensie și maximum 2 module de I/O
- CPU 1214C DC/DC/DC, AC/DC/relay, DC/DC/relay, 100 KB memorie de lucru, 14I/10Q/2AI, extensibil cu placă de extensie și maximum 8 module de I/O
- CPU 1215C DC/DC/DC, AC/DC/relay, DC/DC/relay, 125 KB memorie de lucru, 14I/10Q/2AI/2AQ, extensibil cu placă de extensie și maximum 8 module de I/O
- CPU 1217C DC/DC/DC, 150 KB memorie de lucru, 14I/10Q/2AI/2AQ, extensibil cu placă de extensie și maximum 8 module de I/O
- CPU 1212FC (failsafe) DC/DC/DC, DC/DC/relay, 100 KB memorie de lucru, 8I/6Q/2AI, extensibil cu placă de extensie și maximum 2 module de I/O (inclusiv I/O failsafe)
- CPU 1214FC (failsafe) DC/DC/DC, DC/DC/relay, 125 KB memorie de lucru, 14I/10Q/2AI, extensibil cu placă de extensie și maximum 8 module de I/O (inclusiv I/O failsafe)
- CPU 1215FC (failsafe) DC/DC/DC, DC/DC/relay, 150 KB memorie de lucru, 14I/10Q/2AI/2AQ, extensibil cu placă de extensie și maximum 8 module de I/O (inclusiv I/O failsafe)

 Simatic S7-1200 G2 
(începând cu 2024)
S7-1200 G2, a doua generație de automate programabile din gama S7-1200, a fost prezentată la Hannover Messe ediția 2024  și lansată pe piață în Decembrie 2024 - Ianuarie 2025, odată cu TIA-Portal v20 .
Modulele S7-1200 G2 nu sunt compatibile din punct de vedere hardware cu cele din prima generație.
Față de prima generație S7-1200, noile module au îmbunătățiri referitoare la:
- timp de execuție redus
- suport pentru comunicație ProfiNet de tip Real-Time (RT) și Isochronous Real-Time (IRT)
- suport pentru Media Redundancy for Planned Duplication (MRPD) și Media Redundancy Protocol (MRP)
- Memorie de program de până la 300kB, memorie de date de până la 750kB, memorie de lucru de până la 8MB
- suport pentru utilizarea de obiecte tehnologice SIMATIC Motion Library (TO_SpeedAxis, TO_PositioningAxis, TO_SynchronousAxis, TO_ExternalEncoder, TO_OutputCam, TO_CamTrack, TO_MeasuringInput, TO_Cam, TO_Kinematics)
- SIMATIC Controller Profiling
- Funcționalitate extinsă referitoare la securitatea datelor (jurnal de evenimente, suport pentru gestiunea utilizatorilor și a rolurilor)
- Conectivitate Near Field Communication (NFC). Permite diagnoza și parametrizarea unității CPU cu ajutorul unei aplicații de telefon (pentru început doar I-OS).

Simatic S7-1200 G2: Unități de control (extras)
- CPU 1212C G2 DC/DC/DC, AC/DC/relay, DC/DC/relay, 150 KB memorie program, 500kB memorie date, 8DI/6DQ, extensibil cu placă de extensie
- CPU 1214C G2 DC/DC/DC, AC/DC/relay, DC/DC/relay,  250 KB memorie program, 750kB memorie date, 14DI/10DQ, extensibil cu una sau două plăci de extensie
- CPU 1212FC G2 DC/DC/DC, DC/DC/relay, 150 KB memorie program, 500kB memorie date, 8DI/6DQ, extensibil cu placă de extensie
- CPU 1214C G2 DC/DC/DC, AC/DC/relay, DC/DC/relay, 250 KB memorie program, 750kB memorie date, 14DI/10DQ, extensibil cu una sau două plăci de extensie

 Simatic S7-1500 
(începând cu 2012)

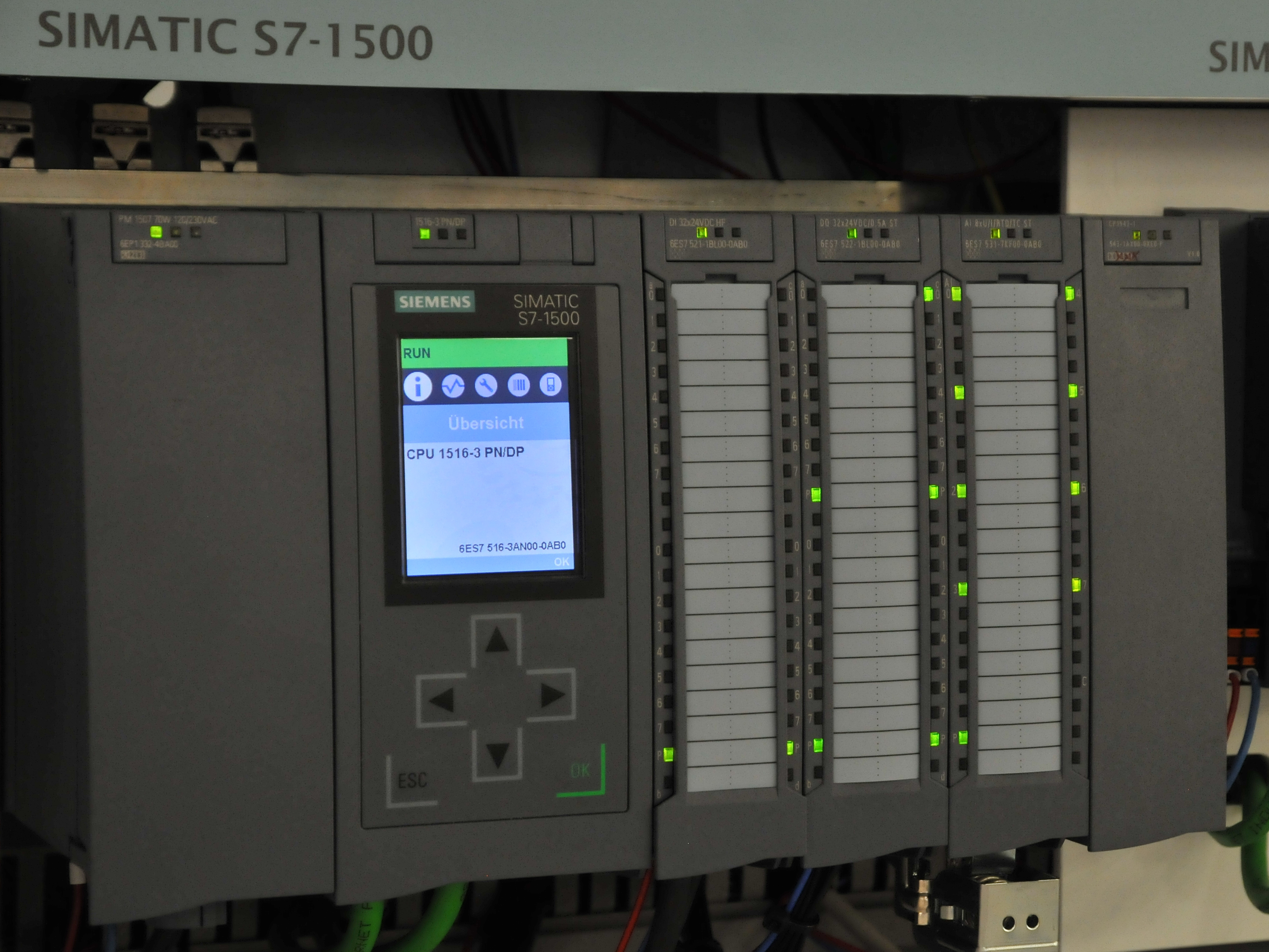
Siemens Simatic S7-1500

La conferința de presă a ediției din 2012 a târgului SPS/IPC/DRIVES de la Nürnberg, Siemens a prezentat noul controler Simatic S7-1500 ce ar trebui să înlocuiască treptat unitățile din seriile S7-300 și S7-400 .
Funcțiile de control al mișcării sunt acum integrate în fiecare CPU ca standard, doar funcțiile extinse, precum cele cinematice necesitând unități PLC speciale din seria S7-1500T. Securitatea funcțională (până la SIL3 conform IEC 62061 și PL-e conform ISO 13849) este disponibilă în variantele CPU de tip ”failsafe” S7-1500F. Unitățile CPU sunt dotate în standard cu interfețe Profinet, au server web integrat și un afișaj color și pot fi extinse cu până la 32 de module în sertarul central.
- sistem modular, extindere a numarului de intrări / ieșiri prin adăugare de module
- pentru aplicații de automatizare de complexitate medie sau ridicată
- programarea sistemului se face cu ajutorul pachetului soft TIA STEP 7 (Totally Integrated Automation Step 7).
- stocarea programului PLC se face pe un card Simatic Memory Card (SD Card).

Simatic S7-1500: Unități de control (extras)
- CPU 1511-1PN,  150KB Program,   1MB Data 6ES7511-1AK02-0AB0
- CPU 1511-1PN,  300KB Program, 1,5MB Data 6ES7511-1AL03-0AB0
- CPU 1513-1PN,  300KB Program, 1,5MB Data 6ES7513-1AL02-0AB0
- CPU 1513-1PN,  600KB Program, 2,5MB Data 6ES7513-1AM03-0AB0
- CPU 1515-2PN,  500KB Program,   3MB Data 6ES7515-2AM02-0AB0
- CPU 1515-2PN,    1MB Program, 4,5MB Data 6ES7515-2AN03-0AB0
- CPU 1516-3PN/DP, 1MB Program,   5MB Data 6ES7516-3AN02-0AB0
- CPU 1516-3PN/DP, 2MB Program, 7,5MB Data 6ES7516-3AP03-0AB0
- CPU 1517-3PN/DP, 2MB Program,   8MB Data 6ES7517-3AP00-0AB0
- CPU 1518-4PN/DP, 6MB Program,  60MB Data 6ES7518-4AP00-0AB0
- CPU 1518-4PN/DP MFP + C/C++ RT + OPC UA  6ES7518-4AX00-1AC0

Simatic S7-1500: Unități de control Failsafe (extras)
- CPU 1511F-1PN,  225KB Program, 1MB data 6ES7511-1FK02-0AB0
- CPU 1511F-1PN,  450KB Program, 1,5MB Data 6ES7511-1FL03-0AB0
- CPU 1513F-1PN,  450KB Program, 1,5MB Data 6ES7513-1FL02-0AB0
- CPU 1513F-1PN,  900KB Program, 2,5MB Data 6ES7513-1FM03-0AB0
- CPU 1515F-2PN,  750KB Program, 3MB Data 6ES7515-2FM02-0AB0
- CPU 1515F-2PN,  1,5MB Program, 4,5MB Data 6ES7515-2FN03-0AB0
- CPU 1516F-3PN/DP, 1,5MB Program, 5MB Data 6ES7516-3FN02-0AB0
- CPU 1516F-3PN/DP,   3MB Program, 7,5MB Data 6ES7516-3FP03-0AB0
- CPU 1517F-3PN/DP,   3MB Program, 8MB Data 6ES7517-3FP00-0AB0
- CPU 1518F-4PN/DP,   9MB Program, 60MB Data 6ES7518-4FP00-0AB0
- CPU 1518F-4PN/DP MFP + C/C++ RT +OPC UA 6ES7518-4FX00-1AC0

Simatic S7-1500: SIPLUS (pentru condiții extreme de temperatură, vibrații, etc)
- Majoritatea modulelor de mai sus pot fi comandate și în varianta SIPLUS

Simatic S7-1500 Technology: funcții tehnologice extinse pentru implementare sincronizări complexe de axe sau funcții cinematice (Motion Control)
- CPU 151*T: variante de CPU S7-1500 cu funcții tehnologice extinse
- CPU 151*TF: variante cu funcții tehnologice extinse și failsafe

Simatic S7-1500 ”Fault-tolerant” și redundante:
- CPU 1513R-1 PN, 600KB program/2,5MB data 6ES7513-1RM03-0AB0
- CPU 1515R-2 PN, 1MB program/ 4,5MB data 6ES7515-2RN03-0AB0
- CPU 1517H-3 PN, 2MB program/8MB data 6ES7517-3HP00-0AB0
- CPU 1518HF-4 PN, 9MB program/60MB data 6ES7518-4JP00-0AB0
- CPU 1513R-1 PN, 300KB program/1,5MB data 6ES7513-1RL00-0AB0
- CPU 1515R-2 PN, 500KB program/ 3MB data 6ES7515-2RM00-0AB0
- SIPLUS S7-1500 CPU 1517H-3 PN 6AG1517-3HP00-4AB0
- SIPLUS S7-1500 CPU 1518HF-4 PN

## Software
Primele generații de sisteme de control Simatic (Simatic G, Simatic S) au fost implementate folosind logica de control fixă  (engl. "hard-wired programmed logic controller"). Simatic S3 a fost primul sistem de control bazat pe microprocesor ce permitea o logică programabilă.
Simatic S5, lansat în 1979, a fost programat inițial cu ajutorul unor console de programare speciale iar mai apoi cu ajutorul pachetului software STEP 5, unul din primele softuri de programare PLC avansate .
Pentru programarea sistemelor Simatic S7 300 și 400 Siemens a lansat pachetul software STEP 7, seria Simatic S7 200 fiind programată cu un soft separat numit STEP 7 MicroWin.
Odată cu introducerea pe piață a automatelor din seriile S7 1200 și S7 1500, Siemens a lansat un nou pachet software numit TIA Portal (Totally Integrated Automation Portal). Acesta permite programarea automatelor din noua generație S7 1200 și S7 1500 dar și a automatelor din seriile anterioare.

### STEP 5

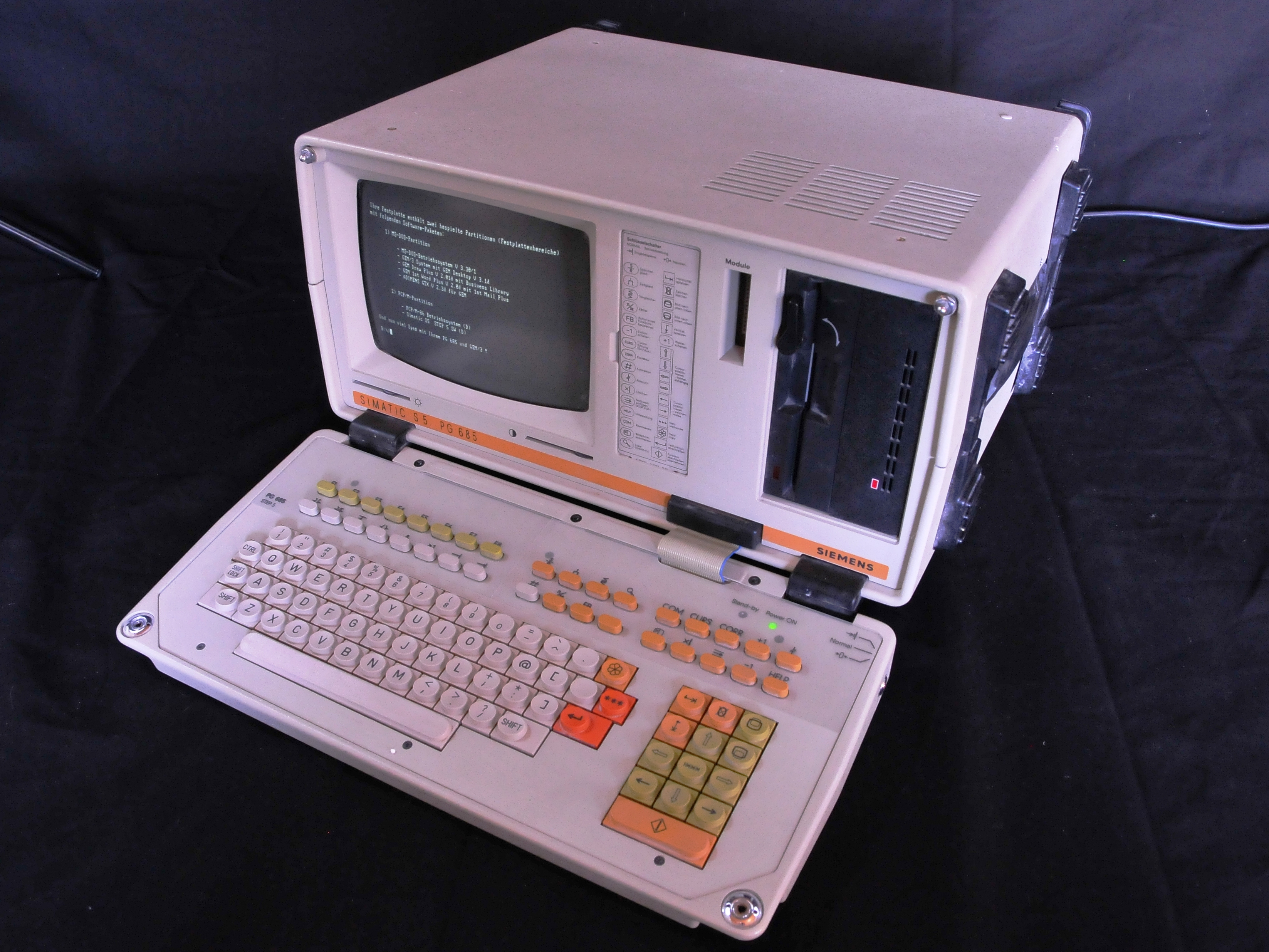
Consolă de programare PG685 pentru programarea cu STEP 5 a automatelor Simatic-S5

STEP 5 (nume provenit din STeuerungen Einfach Programmieren = programare ușoară a sistemelor de control) este un software de programare și diagnoză pentru automatele programabile din seria Simatic S5, lansat inițial în 1979 doar pe consolele de programare PG630, sub sistemul de operare CP/M. Odată cu retragerea din fabricație a sistemelor Simatic S5, STEP 5 a continuat să fie oferit de către Siemens dar dezvoltarea pachetului software nu a mai continuat. Ultima ediție poate rula (în anumite condiții) pe sistemele Windows 10 și este oferită de Siemens pentru anumite configurații de console de programare Field PG M6.
STEP 5 poate fi utilizat pentru programarea, testarea, punerea în funcțiune și generarea automată a documentației pentru automatele din seriile Simatic S5-90U, S5-95/U/F, S5-100U, S5-101U, S5-115U/H/F, S5-135U, S5-150U și S5-155U/H.

### STEP 7
(v1.0 - v5.7)

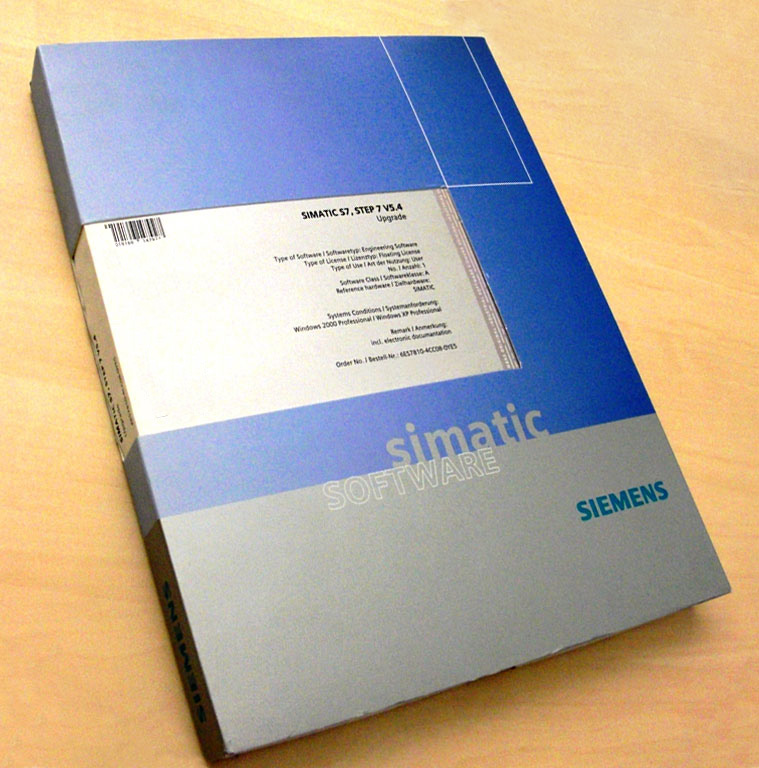
Kit instalare software Siemens Simatic Step 7

STEP 7 (nume provenit din STeuerungen Einfach Programmieren = programare ușoară a sistemelor de control) este un software de programare și diagnoză pentru automatele programabile din seria Simatic S7, SIMATIC C7 și SIMATIC WinAC.
STEP 7 poate fi utilizat în diversele etape ale unui proiect de automatizare:
- descrierea și parametrizarea configurației hardware.
- specificarea și parametrizarea interfețelor de comunicație.
- programarea logicii de automatizare a PLC.
- punerea în funcțiune, testarea și depanarea sistemelor de automatizare.
- documentarea și arhivarea proiectelor.

STEP 7 este conceput ca un pachet software modular ce oferă diverse utilitare pentru dezvoltarea proiectelor de automatizare.
Simatic Manager: Pentru gestiunea centralizată a tuturor utilitarelor și datelor proiectului de automatizare SIMATIC S7, C7 sau WinAC. 
Editor Hardware: Pentru configurarea sistemului de automatizare și parametrizarea modulelor ce sunt setabile.
Editor simboluri: Pentru definirea variabilelor globale utilizate (en:"global tags"), a denumirilor simbolice, tipurilor de date și comentariilor pentru acestea.
Editor program: Pentru editarea programelor utilizator, utilizând unul dintre limbajele de programare PLC standardizate (conform EN 61131-3):
- STL (STatement List, numit AWL = Anweisungliste în Germană sau IL = Instruction List conform IEC 61131-3).

- LAD (LADder logic, numit KOP = Kontaktplan în Germană sau LD conform IEC 61131-3).

- FBD (Function Block Diagram, FBS – Funktionsbausteinsprache în Germană sau FDB conform IEC 61131-3; similar limbajului CSF de la STEP 5).

Opțional, STEP 7 mai oferă și următoarele limbaje (în general condiționat de achiziția unei licențe):
- S7-SCL (Structured Control Language, ST conform IEC 61131-3).

- S7-Graph (Diagrama de funcții secvențiale, SFC conform IEC 61131-3).

- S7-HiGraph (specific Siemens, fără să corespundă unei standardizări IEC 61131-3).

- S7-CFC (Continuous Function Chart, specific Siemens, fără să corespundă unei standardizări IEC 61131-3).

S7-PLCSIM: Un simulator al sistemelor S7-300, S7-400 sau WinAC ce permite testarea în mediu virtual a unui proiect de automatizare S7.

### STEP 7 integrat în TIA Portal
(începând cu v10)
În aprilie 2009, Siemens a inițiat o schimbare de generație în controlerele Simatic S7 prin lansarea, mai întâi, a familiei de controlere S7-1200. Pentru programarea acestora a fost lansată și o nouă versiune de soft de programare numită inițial STEP 7 Basic V10.5. Ulterior, odată cu lansarea versiunii 11, noua versiune de soft a fost numită TIA Portal (Totally Integrated Automation Portal).